# SS Rex
SS Rex je bil italijanski čezoceanski potniški parnik, splovljen leta 1931. Med letom 1933 in 1935 je ladja nosila modri trak za najhitrejše prečkanje Atlantika proti zahodu.
Za gradnjo ladje, ki je bila tako velika in razkošna, so potrebovali zelo malo časa, zgolj dve leti in pet mesecev. Krstila sta jo italijanska kraljica Elena in kralj Viktor Emanuel III.. V tistem obdobju je bil Rex največja potniška ladja, ki je plula pod zastavo Kraljevine Italije.
Rex je skupaj s svojim tekmecem Conte di Savoia, opravljal čezatlantske plovbe med Italijo in ZDA, vse do začetka druge svetovne vojne. Rex je med vojno za kratek čas opravljal pomorsko službo v Sredozemskem morju, ko pa je junija 1940 Italija vstopila v vojno, je bilo dogovorjeno, da ladji najdejo skrivališče pred zavezniškimi letali. 8. septembra 1944 je ladjo Rex v Koprskem zalivu zadelo 123 raket, ki so jih izstrelila letala SAAF, ki so raketirala ladjo. Štiri dni je ladja gorela, nato pa se je potopila. Leta 1950 so razbitino začeli rezati, vendar je na dnu še veliko ostankov.

## Zgodovina
Potem, ko sta nemška linijska parnika SS Bremen in SS Europa osvojila modri trak in podrla hitrostni rekord, je italijanska pomorska družba zgradila ladjo Rex, s katero je Kraljevina Italija predstavljala italijanski napredek v tehniki in strojegradnji. Med močno konkurenco drugih tujih ladjarskih družb so italijani izvedli obsežno oglaševalsko akcijo o gradnji svojih dveh največjih prekooceanskih parnikov, SS Rex in SS Conte di Savoia.
Obe ladji so poimenovali "The Riviera afloat". Da bi še bolj pritegnili javnost, so na obeh ladjah pri zunanjih bazenih namestili umetni pesek, kar je predstavljalo plažo na ladji, poudarjeno z večbarvnimi dežniki. Rex je bil opremljen v klasičnem slogu, medtem ko je bila takratna norma v slogu Art Deco ali tako imenovani "Liner Style", ki je bil premierno predstavljen leta 1927, na francoski ladji Ile de France. Rexova sestrska ladja Conte Di Savoia je upoštevala to pravilo, imela pa je tudi nekatere kabine prvega razreda in dvorano v klasičnem slogu, znano tudi kot »Kolonialna dvorana«. Zunanjost ladje je sledila trendu, kotje bil na nemških ladjah Bremen in Europa. Rex je imel dolg trup z zmerno zalomljenim premcem, dvema dimnikoma, vendar je vseeno imel preveč krivo krmo starega tipa (poznano tudi kot navijaški rep), kot je bila na Olympic in Aquitania. Na ladji Rex so imeli tudi tiskarno, kjer so izdajali svoj časopis z imenom Morske novice.
Rex je bil splovljen 1. avgusta 1931 v prisotnosti kralja Viktorja Emmanuela III in kraljice Elene. Bil je večji in hitrejši od sestrske ladje Conte di Savoia. Rexov začetek krstne plovbe ni bil uspešen. Kmalu po izplutju iz pristanišča v Genovi septembra 1932 so se med približevanjem Gibraltarju v strojnici pojavile resne mehanične težave. Rex je bil zato v Gibraltarju na popravilih kar tri dni. Skoraj polovica takratnih ladijskih potnikov se je v strahu izkrcala in se odpravila v Nemčijo, kjer so se vkrcali na nemške ladje, ki so jih odpeljale v New York. Ko so prispeli v New York, so opazili Rexa, ki je pred njimi srečno priplul v newyorško pristanišče, kjer so ga svečano sprejeli. Po prihodu v New York so ladjo odprli za javnost in na pomolu so tudi po ves dan ljudje (večinoma italijanski izseljenci) stali in čakali, da bi si ogledali ladjo, vendar so tudi v New Yorku bila potrebna dodatna popravila za odprave mehaničnih napak, preden se je ladja lahko vrnila v Evropo. V Genovo se je Rex vrnil 26. oktobra 1932, svojo prvo povratno plovbo čez Atlantik pa je opravil v šestih dneh in dvanajstih urah.
Po obljubah inženirjev je Rex 16. avgusta 1933 na plovbi proti ZDA osvojil prestižni modri trak, ko je plul s hitrostjo 28 vozlov (53,56 km / h; 33,28 mph) in svojo vožnjo čez Atlantik opravil v štirih dneh in trinajstih urah. Hitrostni rekord je držal vse do leta 1935, ko ga je prehitela francoska SS Normandie.
12. maja 1938 so med demonstracijo ameriški bombniki tipa Boeing B-17 dosegli ladjo Rex, med plovbo v oddaljenosti 620 navtičnih milj (1.100 km) od obale ZDA.

## Druga svetovna vojna in potopitev
Kmalu po začetku druge svetovne vojne sta Rex in Conte di Savoia odplula na redne plovbe po Sredozemskem morju. Pred tem so ladjama spremenili videz, da bi bili manj opazni iz zraka, pobarvali in potemnili so jima okna in ju nadgradili, da bi jima zagotovili večjo varnost. Med vojno sta služili za prevoz bolnih in ranjenih vojakov. Njune plovbe sta končali spomladi 1940 in se vrnili v italijanska pristanišča. Rex je bil zasidran v Genovi, kjer ga je italijanska družba nameravala pustiti v pristanišču dokler se vojna ne bi končala, toda kmalu po tem, ko je Italija vstopila v vojno, so zavezniki bombardirali Genovo in Rex je zaradi varnosti zapustil pristanišče in odplul v Trst, kjer je bil zasidran več mesecev, pozneje pa je zaradi zaprtja pristanišča pred sovražnimi ladjami in podmornicami odplul v Pulj, kjer je bil nekaj časa zasidran. Proti koncu vojne so se Nemci odločili, da bodo ladji poiskali boljše skrivališče pred sovražniki.
6. septembra 1944 so ladjo s petimi vlačilci odvlekli v Koprski zaliv med Izolo in Koprom. Ker je bilo tistega dne na tem mestu morje plitvo, je ladja približno 200 metrov od obale nasedla in se močno nagnila na levo stran. Tam je nato dva dni prazna brez posadke ležala v vodi na pol prevrnjena na levem boku.
8. septembra 1944 je ob 11:00 uri 12 zavezniških letal 16. eskadrilje SAAF tipa Bristol Beaufighter obstreljevalo nasedlo ladjo. V prvem napadu je ladjo zadelo 59 raket. Zvečer je sledil še drugi napad in 12 zavezniških letal RAF-a je še drugič bombardiralo ladjo. Ladjo je zadelo še 66 raket, kmalu po tem napadu pa se je Rex zaradi močnega vdora vode prevrnil na svoj levi bok in začel goreti. Gorel je štiri dni, zatem pa 12. septembra 1944 potonil v plitvem morju.

## Dogodki po vojni
Po vojni, leta 1946 so uradniki italijanske družbe predlagali, da potopljeno ladjo Rex dvignejo na površje in ga prenovijo v potniško ladjo za prevoz potnikov. Vendar je ladja potonila v morju, ki je takrat pripadalo Jugoslaviji, kar je preprečilo takšno reševanje. Razbitina Rexa - približno tretjina ostankov ladje, vključno s kobilico, kotli, ladijskimi stroji, ladijskim smernim krmilom ter morda tudi enim ladijskim propelerjem - leži na globini 13 metrov, v Koprskem zalivu ob slovenski obali med Koprom in Izolo. Preostale dele ladijske razbitine pa je leta 1950 lokalna vlada začela rezati in do leta 1958 razrezane dele prodala za odpadno železo. Slovenski potapljači so iz razbitine pobrali kar je še bilo vrednih predmetov, kot so ladijski pribor, ležalnike, obešalnike ipd. Govorilo se je, da je bila takrat razbitina največji »rudnik železa« v tem delu Evrope. Od leta 1954, po uradni priključitvi cone B Svobodnega tržaškega ozemlja k Jugoslaviji, je na Kongresnem trgu v Ljubljani na ogled sidro, ki naj bi bil simbol za poraz fašističnega ekspanzionizma. Ob sidru je napis »simbol ponovne pridobitve slovenskega izhoda na morje - mesto Ljubljana«. Dolgo se je domnevalo, da izvira sidro z Rexa, vendar je verjetno s kakšne druge, manjše ladje.
Zmaga Rex-a v hitrostni plovbi je pomenila vrhunec v kulturnem vzponu fašistične Italije, trajen vir navdiha in nacionalnega ponosa. Leta 1963 so eno od piv pivovarne Peroni poimenovali Nastro Azzurro (Nastro Azzurro v italijanščini pomeni »modri trak«).